# Val-de-Bride
Val-de-Bride é uma comuna francesa na região administrativa de Grande Leste, no departamento de Mosela. Estende-se por uma área de 11,12 km². Em 2010 a comuna tinha 596 habitantes (densidade: 53,6 hab./km²).